# 李鈵
李鈵（1647年—1703年），清朝大臣，奉天铁岭（今辽宁省铁岭市）人，入籍正黄旗汉军，陕西提督李思忠之孙，光禄大夫、太子太保、湖广总督李荫祖的儿子。

## 生平
康熙初年，自佐领授任为兵部督捕司员外郎。康熙十三年（1674年），担任參将，参与攻打吴三桂，历任刑部郎中、监察御史、广西按察使、福建布政使、太常寺卿。康熙二十七年（1688年），湖广夏逢龙兵变，李鈵被授为湖北按察使，擢升为兵部侍郎。康熙三十五年（1696年），跟随康熙帝西征厄鲁特蒙古准噶尔部噶尔丹，奉命和左都御史于成龙等督运粮饷。康熙三十七年，担任山东巡抚，因病辞官，改任安徽巡撫。康熙三十九年，病未痊愈，被弹劾罢职。康熙四十二年（1703年），山东饥荒，请赴山东赈灾，康熙帝派他驻新泰赈灾，在赈所去世。其子李樹德官至光禄大夫、山东巡抚，镶白旗都统。